# Fotolito
Fotolito é um filme transparente, uma espécie de meio plástico, feito de acetato revestido em uma das faces com uma emulsão sensível à luz, similar aos filmes fotográficos. Modernamente, com o uso de impressoras laser e computadores, fotolitos de baixo custo podem ser produzidos à base de acetato, papel vegetal ou laser filme, mesmo usando equipamentos domésticos.
Para a reprodução de uma imagem colorida, pelo método conhecido como policromia, a imagem é dividida nas quatro cores básicas: o ciano, o magenta, o amarelo e o preto (o chamado sistema CMYK, do inglês cyan, magenta, yellow e black), gerando quatro fotolitos por imagem, uma composição de cada uma das 3 cores primárias e mais o preto. A policromia é muito usada para a produção de imagens em cores de qualidade quase-fotográfica pelo processo de serigrafia. Para imagens em preto-e-branco, como textos ou logos simples, é necessário gravar apenas um fotolito. 
Ele é gravado por processo óptico a laser numa máquina imagesetter, se vier de um arquivo digital, ou por processo fotográfico, se for cópia de um original físico. As chapas de impressão do offset adquirem o texto ou imagens a serem impressas após terem sido sensibilizadas pelo fotolito. A chapa produzida pelas Imagesetters possui um contraste muito elevado: as partes opacas não deixam passar nenhuma réstia de luz, diferente do que acontece, por exemplo, na impressora laser tradicional, cuja impressão forma uma espécie de micro-retícula. Esta propriedade é essencial para a boa qualidade da transferência da imagem sem que ocorra a formação de um defeito conhecido como "véu", causado por vazamento de luz nas partes que deveriam ser opacas.
O fotolito, assim como o vegetal e o laser filme, são utilizados para gravar chapas, telas ou outros meio sensíveis a luz, para reprodução em série. Nele, são separadas as cores mas o filme é sempre monocromático.
Uma importante vantagem do fotolito sobre outros tipos de impressão é que ele permite uma elevada exatidão na reprodução das medidas da imagem original. Um uso típico é na fabricação de circuitos impressos. A imagem representando as áreas de cobre a serem gravadas na placa virgem precisa ser reproduzida com uma margem de erro muito baixa, pois ela deverá "casar" com os furos destinados à inserção dos terminais de componentes. Tanto os furos, feitos por máquinas de comando numérico computadorizado (CNCs) quanto a imagem do fotolito são produzidos com uma exatidão típica de 1/10mm a 1/100mm, garantindo a sobreposição exata dos elementos no produto final.